# 공척보

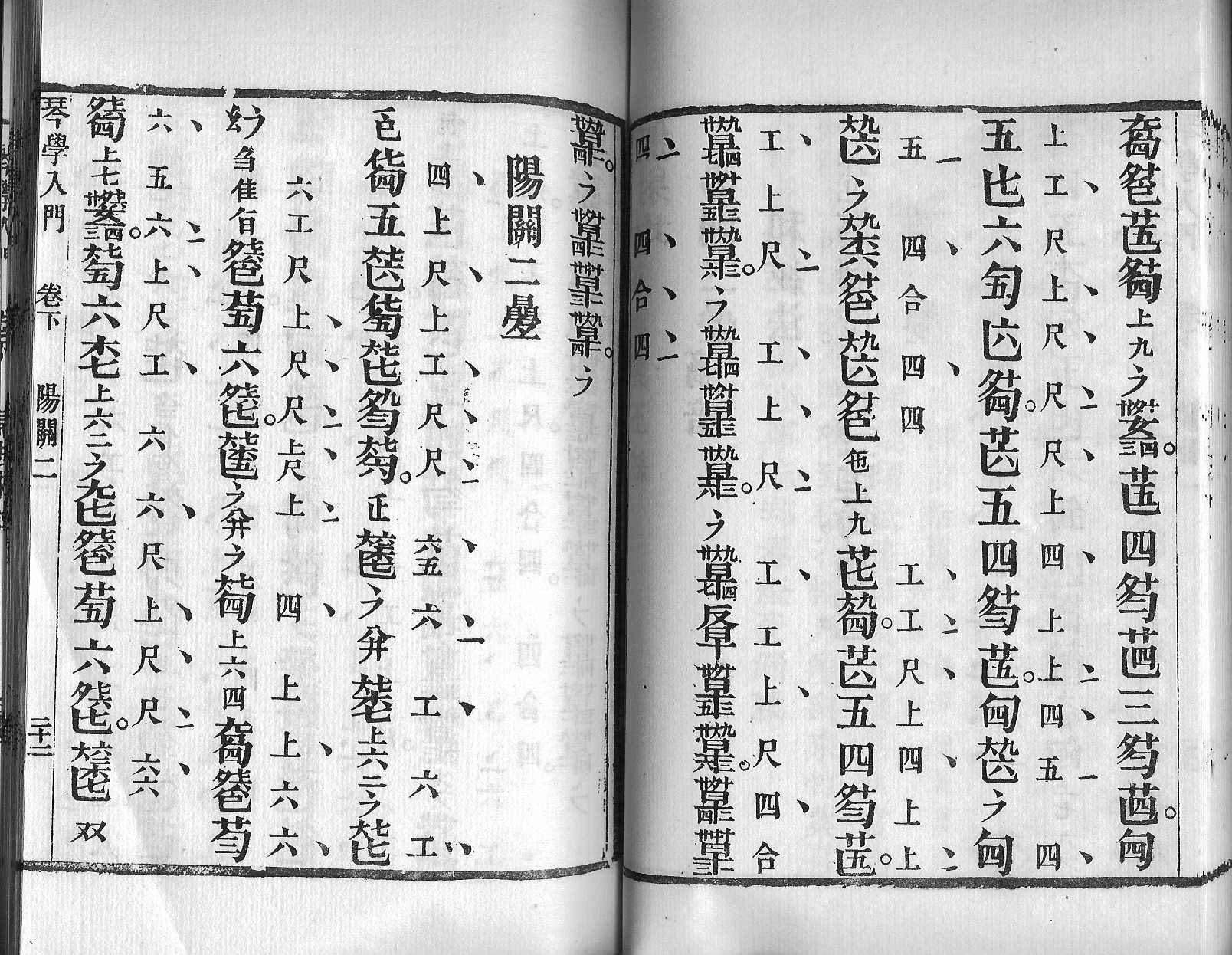
청나라 시대에 나온 《금학입문(琴學入門)》에 실린 공척보의 예

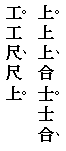
공척보 표기의 예

공척보(工尺譜)는 중국에서 쓰던 기보법으로 한국에서는 근세 조선 전기에 약간 쓴 흔적이 있으나, 불편하여 별로 쓰이지 않고 있다. 12율 4청성(十二律 四淸聲), 즉 한 옥타브의 12반음과 위 옥타브의 4반음까지 16반음을 1음계 혹은 2 ~ 3음계로 짝지은 뒤 간단한 문자로 대신하여 적는다.